# Plenmeller with Whitfield
Plenmeller with Whitfield – civil parish w Anglii, w hrabstwie Northumberland. W 2011 civil parish liczyła 243 mieszkańców. W obszar civil parish wchodzą także Ouston, Plenmeller i Whitfield.